# Adolf Kindermann

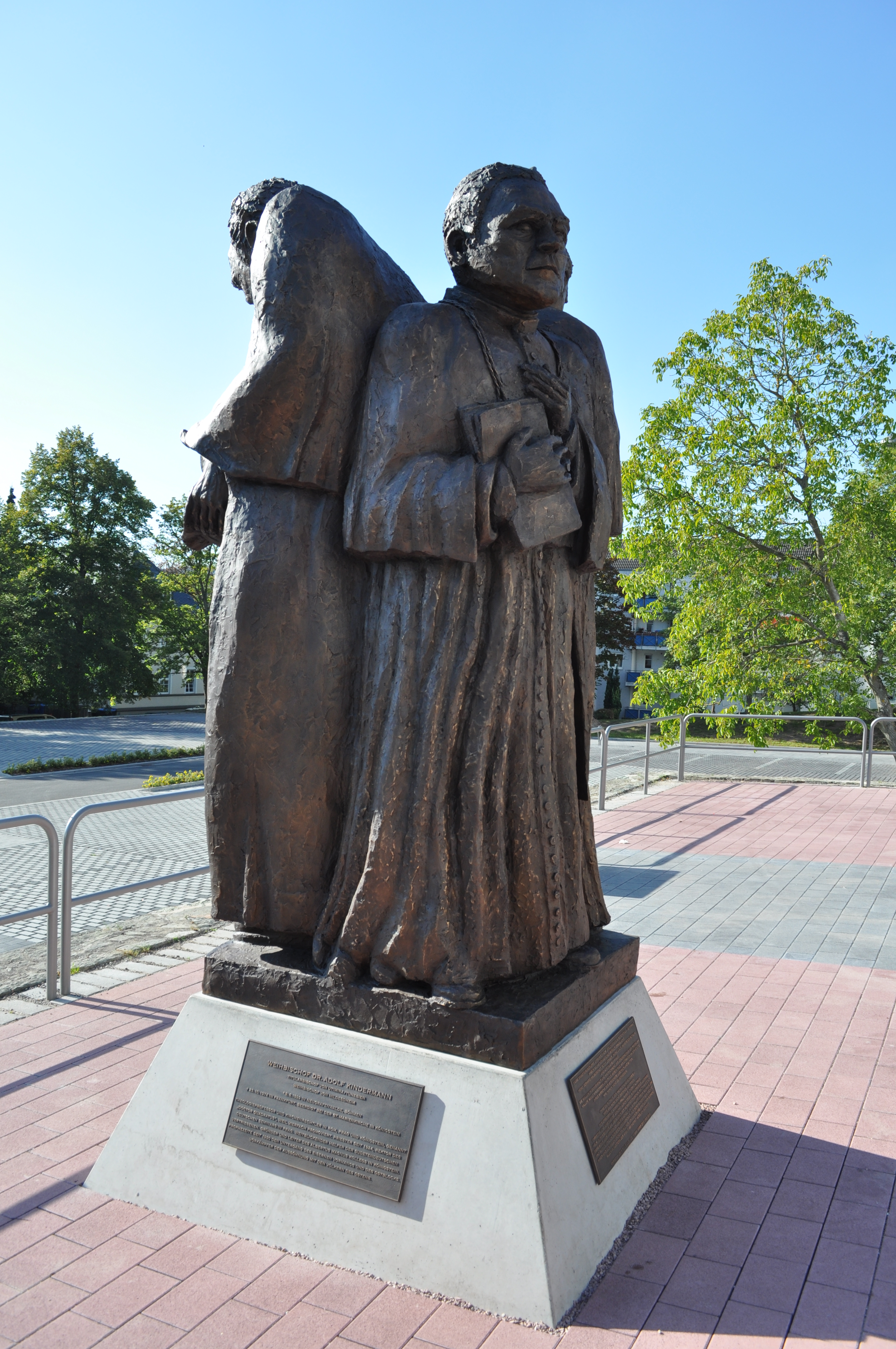
Adolf Kindermann auf dem Denkmal in Königstein im Taunus

Adolf Kindermann (* 8. August 1899 in Neugrafenwalde, Österreich-Ungarn; † 23. Oktober 1974 in Frankfurt am Main) war ein deutscher katholischer Theologe und Titularbischof.

## Leben
Adolf Kindermann wurde als Sohn des Webers und Bauern Anton Kindermann (1865–1932) und der Maria (1868–1937), geborene Sonntag, in Neugrafenwalde (tschechisch: Nové Hraběcí, heute Ortsteil von Šluknov) in Nordböhmen geboren. Nach Absolvierung des Jesuitengymnasiums in Mariaschein belegte Kindermann in Rom philosophisch-theologische Studien. Nach seiner Priesterweihe im Jahre 1924 und einer Seelsorgearbeit im Braunkohlerevier Dux studierte er von 1928 bis 1931 Kanonisches Recht in Rom und erreichte die Zulassung zur Advokatur an der Römischen Rota und Signatura Apostolica.
Kindermann wurde von seinen Romerlebnissen stark geprägt. Nach seiner Rückkehr wurde er Religionslehrer am Gymnasium in Aussig an der Elbe. Danach erhielt er einen Lehrauftrag für Kirchenrecht am Priesterseminar in Leitmeritz und habilitierte sich für Kirchenrecht an der Karl-Ferdinands-Universität in Prag, seit 1937 als außerordentlicher Professor. Anfang 1939 begründete und leitete er das sudetendeutsche Theologenkonvikt, ein de facto Generalseminar für den deutschen Priesternachwuchs der Bistümer Böhmen-Mährens.
Während des Zweiten Weltkriegs wurde Kindermann von der Gestapo überwacht und in seiner priesterlichen Tätigkeit behindert. 1945 wirkte er als Seelsorger in den Prager Internierungslagern, bis er 1946 nach Königstein im Taunus kam. Dort begründete er – zuerst an der Seite des vertriebenen Bischofs von Ermland Maximilian Kaller und des Prälaten Albert Büttner, später jedoch allein – die Königsteiner Anstalt, worin eine Philosophisch-Theologische Hochschule (bis 1978), ein Gymnasium mit Internat, ein Haus der Begegnung, ein Institutum Balticum, ein Katholisches Institut für Sozialforschung und Flüchtlingsfragen sowie ein Institut für Kirchengeschichte der böhmischen Länder integriert wurden. Kindermann schuf damit ein Zentrum der kirchlichen Betreuung der katholischen Heimatvertriebenen, das hauptsächlich durch private Spenden getragen wurde. Dazu förderte er die Begegnung der Emigranten aus Ostmitteleuropa mit den Einheimischen.
Die seit 1952 stattfindenden Kongresse Kirche in Not dienten der Information über die Lage der Kirche in den kommunistischen Ländern. Kindermanns gute Auslandsbeziehungen setzten den Impuls für die später internationale Hilfsaktion Ostpriesterhilfe des Prämonstratensers Werenfried van Straaten. Daneben regte er materielle Hilfe in Form von Patenschaften für Theologiestudenten aus Indien und Jugoslawien an.
Adolf Kindermann förderte die theoretische Erörterung der durch die Vertreibung aufgetretenen Probleme, beispielsweise das Recht auf Heimat oder Gruppenrechte. Für den sudetendeutschen Klerus schuf er in Königstein und in Degerndorf Stützpunkte, nämlich das Sudetendeutsche Priesterwerk e. V. 1959 wurde Kindermann zum Sprecher für sudetendeutsche kirchliche Angelegenheiten bestimmt. 1962 wurde er zum Apostolischen Protonotar sowie am 11. Juli 1966 zum Titularbischof von Utimmira und zum Weihbischof in Hildesheim mit Sitz in Königstein ernannt. Am 8. September desselben Jahres empfing er die Bischofsweihe durch Bischof Heinrich Maria Janssen; Mitkonsekratoren waren der Limburger Bischof Wilhelm Kempf und der litauische Exilbischof Franz Brazys.
Adolf Kindermann starb 1974 in Frankfurt am Main.
Adolf Kindermann ist eine der drei Figuren auf dem Denkmal für die Königsteiner Kirchenväter in Königstein im Taunus. Das Denkmal wurde von Christoph Loch entworfen und am 1. September 2011 eingeweiht.

## Ehrungen
- 1953: Verdienstkreuz (Steckkreuz) der Bundesrepublik Deutschland
- 1959: Ehrenmitglied der katholischen Studentenverbindung KDStV Nordgau (Prag) Stuttgart[1]
- 1963: Ehrenplakette des Bundes der Vertriebenen
- 1969: Großes Verdienstkreuz mit Stern der Bundesrepublik Deutschland

## Werke (Auswahl)
- Das landesfürstliche Ernennungsrecht. 1933.
- Religiöse Wandlungen und Probleme im katholischen Bereich. In: Eugen Lemberg und andere (Hrsg.): Die Vertriebenen in Westdeutschland und ihr Einfluß auf Gesellschaft, Wirtschaft, Politik und Geistesleben. III. 1959, S. 92–156.